# Ronan Quemener
Ronan Quemener (* 13. Februar 1988 in Paris) ist ein französischer Eishockeytorwart, der zuletzt beim Dornbirner EC in der Erste Bank Eishockey Liga unter Vertrag stand.

## Karriere
Ronan Quemener begann seine Karriere als Eishockeyspieler in der Nachwuchsabteilung verschiedener Mannschaften aus der Bretagne. Anschließend wechselte der Torwart 2004 in die Nachwuchsabteilung der Dragons de Rouen, für deren Profimannschaft er in der Saison 2007/08 sein Debüt in der Ligue Magnus, der höchsten französischen Spielklasse, gab. Als Ersatzmann hinter dem Slowaken Ramón Sopko gewann er in dieser Spielzeit den französischen Meistertitel und die Coupe de la Ligue mit den Dragons de Rouen. Von 2009 bis 2011 spielte er für deren Ligarivalen Rapaces de Gap, bei denen er Stammtorwart wurde und bei denen er mit guten Leistungen überzeugen konnte. Dafür wurde er 2010 mit der Trophée Jean-Pierre Graff als Rookie des Jahres der Ligue Magnus und 2011 mit der Trophée Jean Ferrand als bester Torwart der Liga ausgezeichnet.  
Zur Saison 2011/12 erhielt Quemener einen Vertrag bei den Brûleurs de Loups de Grenoble. Im Anschluss an die Spielzeit wechselte er innerhalb der Ligue Magnus zu den Diables Rouges de Briançon.

### International
Für Frankreich nahm Quemener an der Weltmeisterschaft 2011 teil. Als dritter Torwart blieb er hinter Cristobal Huet und Fabrice Lhenry ohne Einsatz. 

## Erfolge und Auszeichnungen
- 2008 Französischer Meister mit den Dragons de Rouen
- 2008 Coupe de la Ligue mit den Dragons de Rouen
- 2010 Trophée Jean-Pierre Graff
- 2011 Trophée Jean Ferrand (gemeinsam mit Billy Thompson)
- 2013 Coupe de France mit den Diables Rouges de Briançon
- 2014 Französischer Meister mit den Diables Rouges de Briançon
- 2014 Beste Fangquote (1,99) und Fangquote (92,3 %) der Ligue Magnus
- 2014 Playoff-MVP der Ligue Magnus
- 2015 Meister der Mestis mit Mikkelin Jukurit
- 2015 Beste Fangquote (1,72) der Mestis und der Mestis-Playoffs (1,09)
- 2015 Mestis Second All-Star Team